# Truppendivision
Als Truppendivision wurde in den Streitkräften Österreich-Ungarns ein Großverband der Kavallerie- oder Infanterietruppe bezeichnet. Die Bezeichnung Division als solches blieb Verbänden in Bataillonsstärke vorbehalten – so die Train oder Haubitz Division. Geführt wurden die Truppendivision von einem Feldmarschallleutnant. Zum 1. April 1917 wurden die Infanterietruppendivisionen in Infanteriedivisionen ebenso wie noch vorhandene Kavallerietruppendivisionen entsprechend umbenannt.

## Friedensstand im Juli 1914

### Infanterietruppendivisionen
- 1. Infanterietruppendivision – Sarajevo – XV.Korps

Kommandant: Feldmarschallleutnant Stephan Bogat von Kostanjevac
Generalstabschef: Major Egon Freiherr von Bolfras
- 2. Infanterietruppendivision – Jaroslau – X. Korps

Kommandant: Feldmarschalleutnant Anton Lipošćak
Generalstabschef: Major Hubert Ginzel
- 3. Infanterietruppendivision – Linz – XIV. Korps

Kommandant: Feldmarschalleutnant Josef Roth
Generalstabschef: Major Franz Podhajský
- 4. Infanterietruppendivision – Brünn – II.Korps

Kommandant: Feldmarschalleutnant Rudolf Stöger-Steiner Edler von Steinstätten
Generalstabschef: Major Ladislaus Rásky
- 5. Infanterietruppendivision – Olmütz – I. Korps

Kommandant: Generalmajor Karl Scotti
Generalstabschef: Major Felix Edler von Turner
- 6. Infanterietruppendivision – Graz – III. Korps

Kommandant: Feldmarschalleutnant Karl Gelb Edler von Siegesstern
Generalstabschef: Hauptmann Stephan Duić
- 7. Infanterietruppendivision – Osijek – XIII. Korps

Kommandant: Feldmarschalleutnant Kasimir von Lütgendorf
Generalstabschef: Major Branko Staié
- 8. Infanterietruppendivision – Bozen - XIV. Korps

Kommandant: Feldmarschalleutnant Johann von Kirchbach auf Lauterbach
Generalstabschef: Hauptmann Richard Ritter Schilhawsky von Bahnbrück
- 9. Infanterietruppendivision – Prag – VIII. Korps

Kommandant: Feldmarschalleutnant Viktor von Scheuchenstuel
Generalstabschef: Oberstleutnant Hugo Freiherr von Pitreich
- 10. Infanterietruppendivision – Josephstadt – IX. Korps

Kommandant: Feldmarschalleutnant Theodor Hordt
Generalstabschef: Hauptmann Rudolf Brougier
- 11. Infanterietruppendivision – Lemberg – XI. Korps

Kommandant: Feldmarschalleutnant Alois Pokorny
Generalstabschef: Major Hugo Freiherr Senarclens de Graney
- 12. Infanterietruppendivision – Krakau – I. Korps

Kommandant: Feldmarschalleutnant Paul Kestřanek
Generalstabschef: Hauptmann Wilhelm Edler von Droffa
- 14. Infanterietruppendivision – Preßburg- V. Korps

Kommandant: Feldmarschalleutnant Hugo Martiny von Malastów
Generalstabschef: Oberstleutnant Ludwig Tlaskal Edler von Hochwall
- 15. Infanterietruppendivision – Miskolc – VI. Korps

Kommandant: Feldmarschalleutnant Friedrich Freiherr Wodniansky von Wildenfeld
Generalstabschef: Major Graf Alexander Christalnigg von und zu Gillitzstein
- 16. Infanterietruppendivision – Nagyszeben – XII. Korps

Kommandant: Feldmarschalleutnant Franz Paukert
Generalstabschef: Oberstleutnant Theodor Lassy
- 17. Infanterietruppendivision – Nagy-Varad – VII. Korps

Kommandant: Feldmarschalleutnant Johann Ritter von Henriquez
Generalstabschef: Hauptmann Viktor Say
- 18. Infanterietruppendivision – Mostar - XVI.Armeekorps

Kommandant: Feldmarschalleutnant Ignaz Trollmann
Generalstabschef: Major Robert Ryctrmoc
- 19. Infanterietruppendivision – Pilsen – VIII. Korps

Kommandant: Feldmarschalleutnant Karl von Lukas
Generalstabschef: Major Karl Olleschik Edler von Elbheim
- 24. Infanterietruppendivision – Przemyśl – X. Korps

Kommandant: Feldmarschalleutnant Andreas Pitlik von Rudan und Poria
Generalstabschef: Hauptmann Theodor Kolbenheyer
- 25. Infanterietruppendivision – Wien – II. Korps

Kommandant: s.k.u.k.H. Feldmarschalleutnant Erzherzog Peter Ferdinand
Generalstabschef: Oberstleutnant Wolfgang Heller
- 27. Infanterietruppendivision – Kassa – VI. Korps

Kommandant: Feldmarschalleutnant Friedrich Gerstenberger von Reichsegg und Gerstberg
Generalstabschef: Hauptmann Ernst Edler von Malyevacz
- 28. Infanterietruppendivision – Laibach – III. Korps

Kommandant: Feldmarschalleutnant Rudolf Králíček
Generalstabschef: Major Maximilian Kraus
- 29. Infanterietruppendivision – Theresienstadt – IX. Korps

Kommandant: Feldmarschalleutnant Alfred Graf Zedtwitz
Generalstabschef: Oberstleutnant Ernst Hittl
- 30. Infanterietruppendivision – Lemberg – XI. Korps

Kommandant: Feldmarschalleutnant Julius Kaiser
Generalstabschef: Major Josef Dobretzberger
- 31. Infanterietruppendivision – Budapest – IV. Korps

Kommandant: s.k.u.k.H. Feldmarschalleutnant Erzherzog Joseph
Generalstabschef: Major Gustav von Iszkowski
- 32. Infanterietruppendivision – Budapest – IV. Korps

Kommandant: Feldmarschalleutnant Andreas von Fail-Griessler
Generalstabschef: Oberstleutnant Josef Gaksch
- 33. Infanterietruppendivision – Komorn – V. Korps

Kommandant: Feldmarschalleutnant Karl Edler von Rebracha
Generalstabschef: Hauptmann Heinrich Wambera
- 34. Infanterietruppendivision – Temesvár – VII. Korps

Kommandant: Feldmarschalleutnant Joseph Ritter Krautwald von Annau
Generalstabschef: Major Karl von Möller
- 35. Infanterietruppendivision – Kolozsvár – XII. Korps

Kommandant: Feldmarschalleutnant Viktor Njegovan
Generalstabschef: Major Franz Freiherr Abele von und zu Lilienthal
- 36. Infanterietruppendivision – Zagreb – XII. Korps

Kommandant: Feldmarschalleutnant Claudius Czibulka
Generalstabschef: Major Theodor Freiherr Gyurits von Vitesz-Sokolgrada
- 47. Infanterietruppendivision – Castelnuovo – XVI. Korps

Kommandant: Feldmarschalleutnant Friedrich Novak
Generalstabschef: Major Hermann Schimanko
- 48. Infanterietruppendivision – Sarajevo – XV.Armeekorps

Kommandant: Feldmarschalleutnant Johann Ritter Eisler von Eisenhort
Generalstabschef: Oberstleutnant Franz Ritter Hussarek von Heinlein

### Kavallerietruppendivisionen
- 1. Kavallerietruppendivision – Temesvár – VI. – VII. – XII Korps

Kommandant: Generalmajor Artur Freiherr Peteani von Steinberg
Generalstabschef: Major Graf Josef Takáes-Tolvany von Kis-Jóka und Köpösd
- 2. Kavallerietruppendivision – Pozsony – III. – V. Korps

Kommandant: Feldmarschalleutnant Emil Ritter von Ziegler
Generalstabschef: Oberstleutnant Gedeon Bolla von Csáford-Jobbaháza
- 3. Kavallerietruppendivision – Wien – II. Korps

Kommandant: Feldmarschalleutnant Adolf Ritter von Brudermann
Generalstabschef: Major Alfred Dragoni Edler von Rabenhorst
- 4. Kavallerietruppendivision – Lemberg – XI. Korps

Kommandant: Generalmajor Edmund Ritter von Zaremba
Generalstabschef: Major Oskar Maxon de Rövid
- 6. Kavallerietruppendivision – Jaroslau – X. Korps

Kommandant: Feldmarschalleutnant Oskar Wittmann
Generalstabschef: Oberstleutnant Ludwig Maxon de Rövid
- 7. Kavallerietruppendivision – Krakau – I. Korps

Kommandant: Feldmarschalleutnant Ignaz Edler von Korda
Generalstabschef:Major Rudolf Freiherr von Handel
- 8. Kavallerietruppendivision – Stanislau – XI. Korps

Kommandant: Feldmarschalleutnant Georg Edler von Lehmann
Generalstabschef: Major Graf Gabriel Gudenus
- 10. Kavallerietruppendivision – Budapest – IV. – XIII. Korps

Kommandant: Feldmarschalleutnant Viktor Mayr
Generalstabschef: Major Ludwig Urváry